# Ángeles arcabuceros

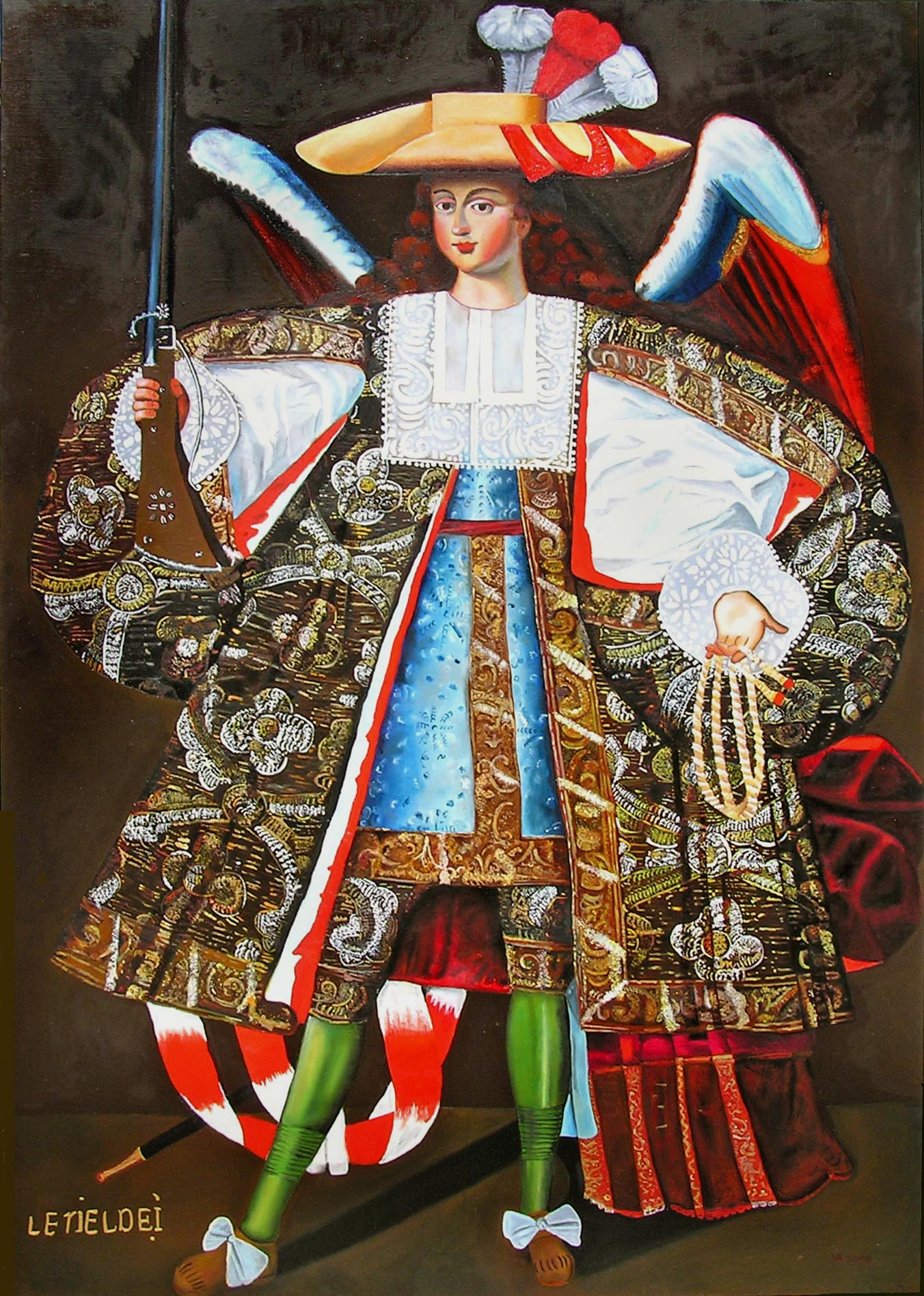
Ángel Letiel Dei. Copia que se conserva en una colección privada de Toledo (España).

Se conoce como ángel arcabucero a la representación de un ángel con arcabuz en lugar de la tradicional espada. Este estilo se desarrolló durante el periodo colonial español en América del Sur. 
En la pintura virreinal del Perú, el tema de los ángeles se configura como uno de los más característicos de la escuela cuzqueña de pintura. Así, encontramos que los cuadros que los representan desarrollan este tema pictórico de un modo mucho más detallista que en el caso europeo, muestran además una gran riqueza expresiva y, en general, excelente realización.

## Antecedentes
Un tipo especial de estos ángeles, que gozó una especial difusión en el siglo XVII en la zona del Cusco –centro de origen y única ciudad donde se produjo en grandes cantidades que se distribuyeron en la zona andina y en Europa–, en el Virreinato del Perú, es el del «ángel arcabucero», es decir, un ángel vestido con ropas inspiradas en las de los soldados de la época, y armado de un arcabuz. Es posible que la buena acogida que tuvieron estas obras entre los indígenas de la época se deba en parte a la facilidad con que estos pudieron identificar estos seres alados con alguno de sus antiguas deidades y héroes. No obstante, para la elección de los distintos ángeles, los autores tuvieron bien en cuenta los escritos cristianos de la época acerca de la jerarquía de los ángeles, y de hecho a menudo se pintan los arcángeles, tanto los oficiales reconocidos por la Iglesia –Rafael, Miguel, Gabriel–, como los que vienen de la tradición –Uriel, Letiel, etc.–.
En el antiguo territorio de los Pacajes, concretamente en la iglesia de Calamarca –a unos 60 km de La Paz, en Bolivia–, se muestra una de las series de ángeles más completas que se conservan. Se trata de un conjunto de treinta y seis cuadros pintados en la segunda mitad del siglo XVII, según aparece en un inventario de esta iglesia, datado en 1728. Actualmente podemos admirar solo una parte de ellos en dicho templo, donde se exponen actualmente tras una impresionante restauración realizada en 1993, entre ellos diez magníficos ángeles arcabuceros.

## Cuadros existentes

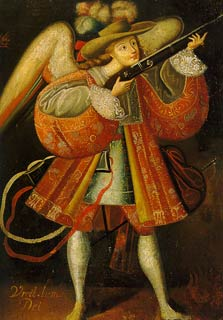
El arcángel Uriel, anónimo,.

Al comenzar el siglo XVIII, la demanda de pintura desde todos los confines del Virreinato crecía aceleradamente. Cientos de lienzos cuzqueños, en un gran porcentaje, ángeles arcabuceros, viajaban constantemente hacia Lima, el Alto Perú, Chile y el norte argentino. Para ello se instalaron grandes talleres artísticos, mayoritariamente indígenas, que atendían grandes pedidos de diferentes series de cuadros. Los Mesa-Gisbert asociaron la devoción a los ángeles de los indígenas con el culto precolombino a los astros. Ramón Mujica Pinilla ha señalado en su obra Ángeles apócrifos de la América virreinal (1992), el vínculo entre los ángeles arcabuceros, característicos de la escuela cuzqueña, y ciertos guerreros alados del panteón prehispánico. Y Mario Ávila Vivar mostró las relaciones de los ángeles arcabuceros con las guardias de archeros y alabarderos de reyes y virreyes españoles.
Se pueden encontrar cuadros de ángeles arcabuceros sobre todo en el Perú, Bolivia, norte de Argentina (hay una colección de diez ángeles en la iglesia de San Francisco de Paula de 1691, en la localidad de Uquía, enclavada en el corazón de la Quebrada de Humahuaca), y en diversos museos españoles.

### Características
En la imagen de la parte superior podemos ver una copia de uno de los ángeles arcabuceros de Calamarca, concretamente se trata de «Letiel Dei», según figura escrito en el lienzo, es decir, del arcángel Letiel. La figura es bastante esquemática en cuanto a su composición, la que se define claramente por el dibujo sintetizador de las formas: resalta así el triángulo que forma la casaca, con la repetición de verticales y oblicuas marcadas por las líneas de las piernas, todo ello equilibrado por las curvas de las mangas abullonadas, del sombrero, de las cintas que asoman detrás de las piernas y las plumas. El color del ropaje, de las plumas, de las alas y sombrero son complementados con las calidades de brocados, encajes y brillos para producir efecto de fastuosidad. A pesar del evidente tratamiento pictórico plano, características de esta escuela artística a la cual corresponde, el Maestro de Calamarca –que podría ser, según los expertos, José López de los Ríos–, logra un equilibrio total por las suaves veladuras de las carnaciones. El arma de fuego que presenta Letiel con su mano derecha es un arcabuz, y lo que sostiene en su mano izquierda no es sino la mecha para disparar el arma. En la cabeza lleva un sombrero chambergo adornado con tres plumas; al cuello, una corbata o valona. Las mangas acuchilladas forman parte del conjunto de casaca chamberga, que en el centro deja ver el chaleco azul. Por encima de la rodilla apreciamos los gregüescos o calzón, y en las piernas unas medias manchegas de color verde. Los zapatos con lazos completan el atuendo, y aún podemos distinguir un manto recogido en color rojo oscuro que se deja ver a un lado, así como una espada.

## Enlaces externos

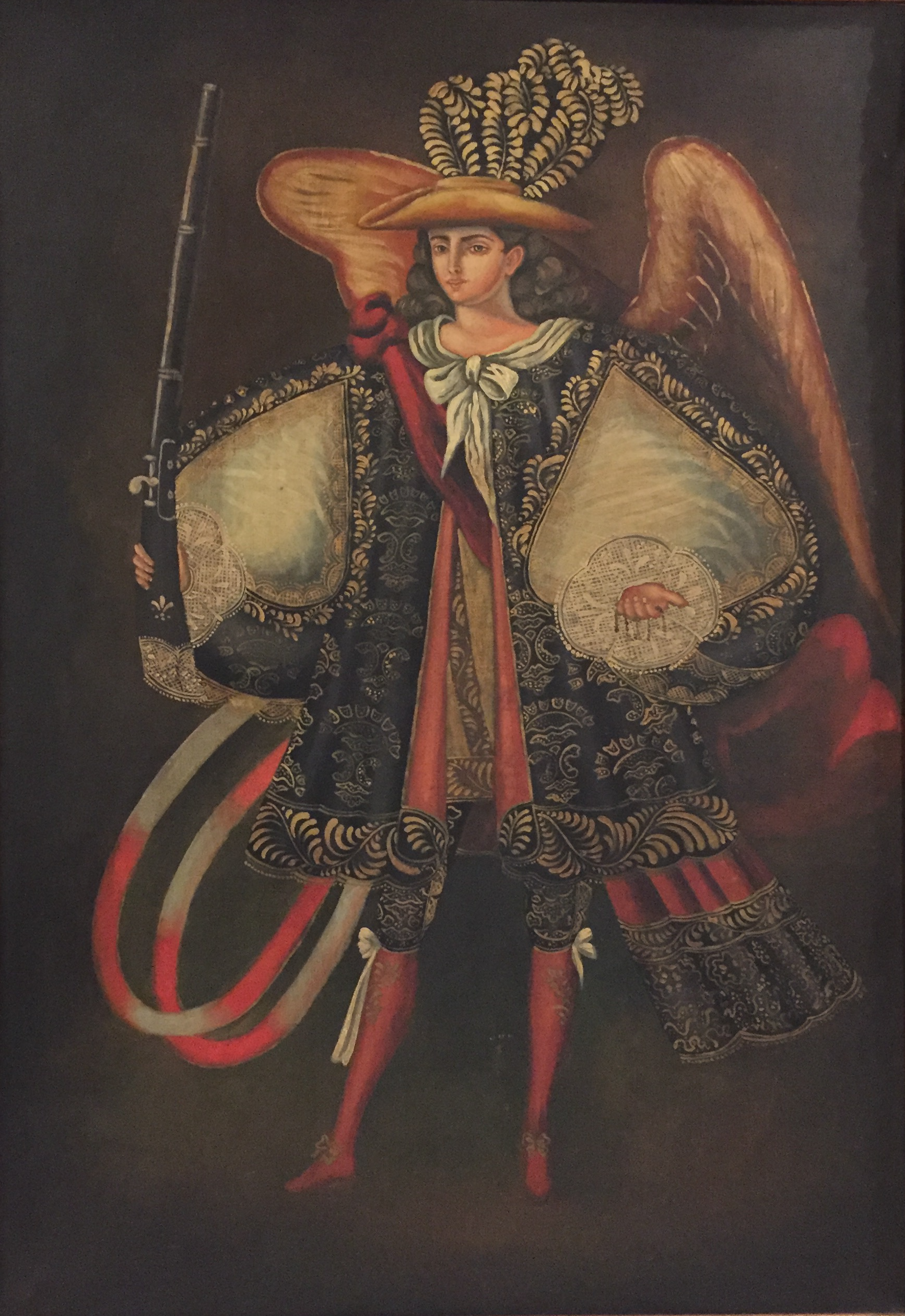
Ángel arcabucero. Anónimo del siglo XVII. Colección particular (España).